# Harriet Louisa Browne
Harriet Louisa Browne, född 1829, död 1906, var en brittisk filantrop och politisk salongsvärd. Hon var gift med Thomas Robert Gore Browne, guvernör på Nya Zeeland 1855–1861 och Tasmanien 1861–1868, och utövade ett stort och av samtiden känt inflytande över hans politiska ämbete.